# Królowie nocy (film 2007)
Królowie nocy (tytuł oryg. We Own the Night) – amerykański film kryminalny z 2007 roku w reżyserii Jamesa Graya.

## Fabuła
Manager klubu Bobby poróżnił się z bratem, Josephem, który został policjantem. Musi wybierać między bratem a mafią.

## Obsada
- Joaquin Phoenix – Bobby Green
- Mark Wahlberg – Joseph Grusinsky
- Robert Duvall – Burt Grusinsky
- Eva Mendes – Amada Juarez
- Oleg Taktarov – Pavel Lubyarsky
- Alex Veadov - Vadim Nezhinski
- Danny Hoch - Louis "Jumbo" Falsetti